# Hetmanice
Hetmanice (pol. hist. Hetmanicze, niem. Kaltvorwerk) – wieś w Polsce położona w województwie lubuskim, w powiecie wschowskim, w gminie Wschowa.

## Historia
Miejscowość pierwotnie związana była z Wielkopolską. Ma metrykę średniowieczną i istnieje co najmniej od początku XV wieku. Wymieniona pierwszy raz w dokumencie zapisanym po łacinie z 1407 jako Hertmanicze, 1473 Henthmanicze, 1498 Herthmanycze, 1520 Hertvanycze, 1563 Hethmanicze, 1565 Hetnanicze, 1945 Kaltvorwerk.
Miejscowość leżała na granicy Wielkopolski i Dolnego Śląska oraz była własnością szlachecką. W 1520 należała do powiatu wschowskiego Korony Królestwa Polskiego. W 1619 była prawdopodobnie siedzibą własnej parafii, lub należała do parafii Lgiń.
Wieś była własnością prywatną i należała do lokalnej szlachty wielkopolskiej. W 1407 dziedzicem w Hetmanicach i Lginiu był Janusz Kromnow Heszerhorn. W 1473 Henryk z Osowej Sieni odstąpił kasztelanowi lędzkiemu i staroście wschowskiemu Wojciechowi Górskiemu majętności, które zamieniła z nim Katarzyna z Jarocina żona tegoż Henryka, w zamian za dobra we wsiach Lgiń, Hetmanice oraz Nowa Wieś w powiecie wschowskim.
Na przełomie XV i XVI wieku wieś należała do rodu Opalińskich herbu Łodzia oraz do Małgorzaty wdowy po Andrzeju synu Borka Osieckiego z Osiecznej, która powtórnie wyszła za mąż za Henryka Hinczę Lgińskiego. Miejscowość odnotowana została w 1498 kiedy Małgorzata wdowa ta z należących do jej wiana dóbr, które posiadała w Lginiu, Hetmanicach oraz innych wsiach, wystawiła na wyprawę wojenną pachołka zbrojnego przy boku szlachcica Michała Powidzkiego, który jechał na wojnę polsko-turecką. W 1520 Piotr Opaliński z Włoszakowic oddał swym braciom Łukaszowi, Sebastianowi, Janowi i Maciejowi wszystkie swoje części majątku odziedziczonego po ojcu i matce w licznych wsiach powiatu kościańskiego oraz wschowskiego, w tym w Hetmanicach oraz Lginiu. W 1531 bracia Opalińscy nabyli od Małgorzaty wdowie po Henryku Hinczy Lgińskim za 800 grzywien jej części majątku w Lginiu oraz Hetmanicach.
Wieś odnotowana została w historycznych regestach podatkowych. W 1563 miał miejsce w miejscowości pobór z karczmy. W 1566 zapłacił go kasztelan przemęcki Andrzej Opaliński: z karczmy oraz od 9 zagrodników. W 1579 pobrano podatki z 5 łanów, od jednego rzemieślnika, dwóch komorników z bydłem, 9 komorników bez bydła oraz owczarza wypasającego 100 owiec.
W wyniku II rozbioru Rzeczypospolitej w 1793, miejscowość przeszła w posiadanie Prus i jak cała Wielkopolska znalazła się w zaborze pruskim.
W latach 1954–1957 wieś należała i była siedzibą władz gromady Hetmanice, po jej zniesieniu w gromadzie Przyczyna Dolna. W latach 1975–1998 miejscowość administracyjnie należała do województwa leszczyńskiego.
25 czerwca 2009 roku sołectwo zamieszkiwało 227 mieszkańców.

## Zabytki
Do wojewódzkiego rejestru zabytków wpisany jest:
- kościół filialny pod wezwaniem św. Jana Chrzciciela, z 1775 roku.